# Đồng Hới
Đồng Hới è la città capitale della provincia di Quảng Bình nel Việt Nam Centrale. La città è estesa per 154.54 km², con una popolazione che nel 2019 ammontava a circa 133.000 persone. La città è 50 chilometri a sud del Parco nazionale di Phong Nha-Ke Bang, 500 chilometri a sud di Hanoi e 1200 chilometri del nord della città di Ho Chi Minh.
È raggiungibile attraverso la strada nazionale 1 e l'aeroporto di Dong Hoi.
Attraverso la città scorre il fiume Nhat Le.

## Suddivisioni
Dong Hoi è suddivisa in 16 circoscrizioni, 10 circoscrizioni urbane (phuong) e 6 comuni rurali (xa).
| No. | Nome          | Vietnamita           | Pop.  | Sup. (km²) |
| --- | ------------- | -------------------- | ----- | ---------- |
| 1.  | Bac Ly        | Phường Bắc Lý        | 13536 | 10.19      |
| 2.  | Bac Nghia     | Phường Bắc Nghĩa     | 6981  | 7.76       |
| 3.  | Dong My       | Phường Đồng Mỹ       | 2653  | 0.58       |
| 4.  | Dong Phu      | Phường Đồng Phú      | 8016  | 3.81       |
| 5.  | Dong Son      | Phường Đồng Sơn      | 8815  | 19.65      |
| 6.  | Duc Ninh Dong | Phường Đức Ninh Đông | 4726  | 3.13       |
| 7.  | Hai Dinh      | Phường Hải Đình      | 3808  | 8,822      |
| 8.  | Hai Thanh     | Phường Hải Thành     | 4774  | 2.45       |
| 9.  | Nam Ly        | Phường Nam Lý        | 11579 | 3.9        |
| 10. | Phu Hai       | Phường Phú Hải       | 3440  | 3.06       |
| 11. | Bao Ninh      | Xã Bảo Ninh          | 8538  | 16.3       |
| 12. | Duc Ninh      | Xã Đức Ninh          | 7526  | 5.21       |
| 13. | Loc Ninh      | Xã Lộc Ninh          | 8407  | 13.4       |
| 14. | Nghia Ninh    | Xã Nghĩa Ninh        | 4508  | 16.22      |
| 15. | Quang Phu     | Xã Quang Phú         | 3106  | 3.23       |
| 16. | Thuan Duc     | Xã Thuận Đức         | 3738  | 45.28      |